# Gabrielle de Rochechouart

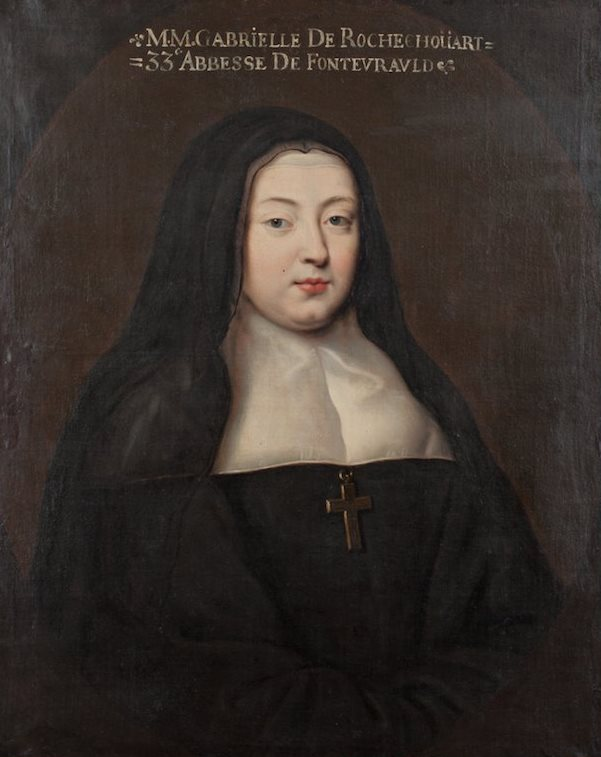
M.M. Gabrielle de Rochechouart, 33. Abbesse de Fontevrauld, Anonym, 17. Jahrhundert

Marie-Madeleine Gabrielle Adélaïde de Rochechouart de Mortemart (* 1645 in Paris; † 15. August 1704 in Fontevraud-l’Abbaye) war Äbtissin der Abtei Fontevraud, dem Mutterhaus des Ordens von Fontevraud, und eine einflussreiche Persönlichkeit der intellektuellen Gemeinschaft des 17. Jahrhunderts.

## Kindheit am Hof
Gabrielle de Rochechouart, Tochter von Gabriel de Rochechouart, Duc de Mortemart und Diane de Grandseigne, sowie Schwester von Louis Victor de Rochechouart, Duc de Mortemart und Madame de Montespan, widmete sich bereits in ihrer Kindheit zum Vergnügen dem Studium der Philosophie und der toten sowie lebenden Sprachen.
Als sie der Königin Maria Theresia vorgestellt wurde, war dies für die neue Königin ein Grund zur Verwunderung, da sie es nicht gewohnt war, eine junge Person am Hof mit solcher Leichtigkeit andere Sprachen als Französisch sprechen zu hören. Gabrielle de Rochechouart wurde in die verschiedenen Lehrmeinungen eingeführt, die die Schulen teilten, und wandte sich der Theologie sowie der Geschichte der Heiligen Väter und der Konzilien zu. Sie zeichnete sich durch ihren Geist, ihre Bildung und ihre Frömmigkeit aus.
Trotz all dieser Gaben war Gabrielle de Rochechouart von großer Einfachheit. Die Welt bot ihr alle Verführungen, doch zog sie es vor, sich Gott zu widmen und ein zurückgezogenes Leben zu führen. 1664 nahm sie im Zisterzienserinnenkloster Abbaye-aux-Bois den Schleier.

## Königin der Äbtissinnen
Ludwig XIV. ernannte sie am 16. August 1670 zur äbtissin der königlichen Abtei von Fontevraud, wo sie neben Nonnen auch Mönche zu leiten hatte. Ohne die Pflichten ihres Amtes zu vernachlässigen, vergaß sie nicht ihre Studien und verwandelte Fontevraud in einen Brennpunkt intellektueller und kultureller Ausstrahlung. 
Sie übersetzte die ersten drei Bücher von Homers Ilias und, zusammen mit Racine, Platons Symposion. Da sie über eine sehr genaue Auffassungsgabe verfügte, klopften die besten Schriftsteller ihrer Zeit an ihre Tür, um sie um Rat zu bitten.
Ihre Autorität über die Mutterabtei und die fünfzig Priorate, die von ihr abhingen, brachte ihr den Titel „Königin der Äbtissinnen“ ein, wie Saint-Simon berichtet, demzufolge „ihr Geist den ihrer Schwestern übertraf und sie damit ein starkes und umfangreiches Wissen verband“. Victor Cousin sagte: „Sie hatte den Geist der Mortemart und etwas von der Schönheit ihrer Schwestern, mit edleren Zügen und einem Hauch von Majestät und Sanftheit“. Ludwig XIV., mit dem sie regelmäßig korrespondierte und der sie „die Perle der Äbtissinnen“ nannte, versuchte, sie am Hof zu halten, doch sie lehnte ab und zog es vor, in Fontevraud zu bleiben. Nachdem sie in Ungnade gefallen war, hielt sich Madame de Montespan häufig in der Abtei ihrer Schwester auf, die sie sehr schätzte.
Gabrielle de Rochechouart de Mortemart starb am 15. August 1704 und hinterließ mehrere kleinere Werke verschiedener Gattungen. Als Ludwig XIV. von der Nachricht erfuhr, dachte er bei seinem Abendessen tief bewegt an die große Äbtissin. „Er hatte ihr“, schreibt Saint-Simon, „eine Achtung und Freundschaft bewahrt, die weder die Entfernung von Madame de Montespan noch die extreme Gunst von Madame de Maintenon abstumpfen konnten“. Ihre Nachfolgerin als Leiterin der Abtei wurde ihre Nichte Louise Françoise, die Tochter des Herzogs Louis Victor.